# Wolfgang Nordwig
Wolfgang Nordwig (ur. 27 sierpnia 1943 w Siegmar-Schönau) – wschodnioniemiecki lekkoatleta skoczek o tyczce, mistrz olimpijski z Monachium z 1972.
Był czołowym skoczkiem o tyczce drugiej połowy lat 60. XX wieku i początku następnej dekady. Zdobył złoty medal na mistrzostwach Europy w 1966 w Budapeszcie wynikiem 5,10 m. Na europejskich igrzyskach halowych w 1967 w Pradze zajął 3. miejsce. Zwyciężył na europejskich igrzyskach halowych w 1968 w Madrycie.
Na igrzyskach olimpijskich w 1968 w Meksyku zdobył brązowy medal z tym samym wynikiem (5,40 m), co zwycięzca Bob Seagren z USA. Po raz drugi zwyciężył na europejskich igrzyskach halowych w 1969 w Belgradzie. Obronił tytuł mistrzowski podczas mistrzostw Europy w 1969 w Atenach.
Zdobył brązowy medal na halowych mistrzostwach Europy w 1970 w Wiedniu. 17 czerwca 1970 ustanowił rekord świata z wynikiem 5,45 m. Poprawił ten rekord na 5,46 m 3 września 1970 podczas letniej uniwersjady w Turynie. Zwyciężył na halowych mistrzostwach Europy w 1971 w Sofii. Po raz trzeci zdobył złoty medal na mistrzostwach Europy w 1971 w Helsinkach. Po raz kolejny wygrał konkurs skoku o tyczce na halowych mistrzostwach Europy w 1972 w Grenoble.
Na igrzyskach olimpijskich w 1972 w Monachium Nordwig odniósł swój największy sukces zdobywając złoty medal z wynikiem 5,50 m, który był rekordem olimpijskim i jego rekordem życiowym. Było to pierwsze zwycięstwo w olimpijskim konkursie skoku o tyczce odniesione przez zawodnika spoza Stanów Zjednoczonych. W tym samym roku Nordwig zakończył karierę lekkoatlety.
Był mistrzem NRD w skoku o tyczce w latach 1965-1972. Wielokrotny rekordzista kraju.